# Зимбабвийская ассоциация ветеранов национально-освободительной войны
Зимбабвийская ассоциация ветеранов национально-освободительной войны (англ. Zimbabwe National Liberation War Veterans Association, ZNLWVA) — общественно-политическая организация Зимбабве, объединяющая участников родезийской гражданской войны и активных сторонников президента Мугабе. Тесно связана с государственными силовыми структурами. Играет видную роль в силовых кампаниях властей, в том числе подавлении оппозиции и захватах имущества белых фермеров.

## Связь с государством
Ассоциация демобилизованных бойцов ZANLA (военное крыло партии ZANU) и ZIPRA (военное крыло партии ZAPU) была создана в 1980 году, сразу после провозглашения независимости Зимбабве. Численность Ассоциации составила около 30 тысяч человек.
ZNLWVA изначально имела тесную связь с государственными структурами. В правительстве Роберта Мугабе было учреждено Министерство по делам ветеранов, в Министерстве обороны — специальная мобилизационная служба. Практически все видные чины силовых ведомств и функционеры ZANU и ZAPU являлись членами Ассоциации.

## Финансовые требования и захваты ферм
Как общественная организация ZNLWWA первые 17 лет существования почти не проявляла активности. Положение изменилось в 1997 году, когда председателем Ассоциации стал Ченджераи Хунзви, известный под кличкой Гитлер. Его личное участие в войне всегда ставилось под большое сомнение, однако харизма и жестокость обеспечили лидерство в ZNLWVA. Хунзви приобрёл большую популярность требованиями выплатить членам Ассоциации единовременные суммы, эквивалентные 4000 долларов США, установить ежемесячные государственные пособия в 2000 долларов и распространить ветеранские льготы на женщин, не участвовавших в боях, но являвшихся партизанскими информаторами. 
ZNLWVA добилась от правительства единовременных выплат в 2500 долларов и ежемесячных пособий в 100 долларов. Был создан специальный фонд, вокруг которого возникла серия коррупционных скандалов. Крупные затраты в сложной экономической ситуации явились важным толчком катастрофической инфляции и обвала финансовой системы Зимбабве.
Далее Хунзви выдвинул требование ускорить передел земельных угодий в пользу чернокожих ветеранов. В начале 2000 года ZNLWVA обратилась к королеве Елизавете II (как главе Британского содружества) с предупреждением о «кровавой бойне», если имущественные претензии членов Ассоциации к белым фермерам не будут удовлетворены. Вскоре начались массовые захваты ферм, принадлежащих белым владельцам. 
Участники захватов, независимо от возраста — многие из них были юношами и подростками, родившимися после окончания войны — представлялись ветеранами и членами ZNLWVA, в процессе участвовали администрация и полиция. Документально зафиксированы убийство 19 человек, из них 7 белых фермеров и 12 чернокожих работников ферм.
В августе 2002 ферму, изъятую у белой четы, заняла жена президента Грейс Мугабе. В целом кампания захватов начала 2000-х годов укрепила политическое положение президента Мугабе.

## Структура политического давления
На президентских и парламентских выборах активисты ZNLWVA оказывали жёсткое давление на кандидатов и избирателей оппозиционного MDC, особенно в Хараре и Булавайо, где оппозиция имела наибольшие шансы на успех. Лидеры ZNLWVA откровенно заявляли, что применят насилие, но не допустят прихода MDC к власти. Частная клиника Хунзви близ Хараре получила известность как место насильственного содержания, избиений и пыток захваченных оппозиционеров. Amnesty International характеризовала это заведение как «камеру пыток».
В 2007-2008 годах ZNLWVA выполняла при полиции роль своеобразных «ДНД» в борьбе со спекуляцией. Ассоциация обеспечивает контроль в деревнях, организует акции поддержки президента. В российских комментариях появлялось сравнение ZNLWVA с «Антимайданом».
В ноябре 2007 года ZNLWVA организовала массовую акцию — «Марш миллиона» — которая выразила поддержку президенту Мугабе в противостоянии с Западом и протест против международных санкций в отношении Зимбабве (санкции были введены после изъятий собственности у белых фермеров).

## Участие в борьбе за власть
После скоропостижной смерти Ченджераи Хунзви в 2001 году во главе Ассоциации стоял Джабулани Сибанда (по возрасту не участвовавший в войне). Политически он ориентировался на вице-президента Зимбабве Джойс Муджуру, которая вступила в конфликт с Грейс Мугабе и была отстранена от должности в конце 2014 года. Вместе с ней Сибанда лишился поста в ZNLWVA, после чего исключён из ZANU.
Новым председателем Ассоциации стал министр по делам ветеранов Кристофер Муцвангва. Он считается сподвижником нового вице-президента и куратора силовых структур Эммерсона Мнангагвы. Назначение Муцвангвы, представляющего правящую партию и, соответственно, ZANLA, вызвало недовольство части ветеранов, воевавших в рядах ZIPRA (отношения между партиями Роберта Мугабе и Джошуа Нкомо на протяжении их истории были достаточно сложными).
Год спустя, в декабре 2015, Кристофер Муцвангва был внезапно исключён из ZANU по обвинению во «фракционной деятельности». Реальной причиной, вероятно, послужила высказанная им косвенная критика Мугабе за «соединение семейных отношений с политикой».
Безотносительно к формальной должностной иерархии ZNLWVA, ключевой фигурой в Ассоциации является вице-председатель Джозеф Чинотимба, ближайший сподвижник Роберта Мугабе, курирующий проправительственные общественные организации.

## Позиция в перевороте
В ноябре 2017 года командование зимбабвийской армии отстранило от власти президента Роберта Мугабе. Толчком к этим событиям послужило снятие Эммерсона Мнангагвы с вице-президентского поста, совершённое главой государства в интересах Грейс Мугабе.
Несмотря на известные связи ZNLWVA с президентской четой, Ассоциация во главе с Кристофером Муцвангвой решительно поддержала военных. Были организованы массовые демонстрации с призывами к отставке Мугабе.